# Phenmétrazine
La phenmétrazine est une phényl morpholine utilisée comme stimulant  et aussi comme coupe-faim. Il a été remplacé par la phendimétrazine (en), dérivé N-méthylé et prodrogue de la phenmétrazine, mais cette dernière est maintenant rarement prescrite.

## Stéréochimie
La molécule de phenmétrazine possède deux atomes de carbone asymétrique, le C2 du cycle mophorlinique qui porte le groupe phényle et C3 qui porte le méthyle. Elle se présente donc sous la forme de deux paires d'énantiomères, diastéréoisomère entre elles :
- d'une part
  - (2R,3R)-phenmétrazine, numéro CAS 
  - (2S,3S)-phenmétrazine, numéro CAS
- d'autre part
  - (2R,3S)-phenmétrazine, numéro CAS 
  - (2S,3R)-phenmétrazine, numéro CAS

## Histoire
La phenmétrazine est d'abord brevetée en 1952 en Allemagne par Boehringer-Ingelheim Pharmaceuticals,. La substance est le résultat de recherches de Thomä et Wick pour un suppresseur de l’appétit n'ayant pas les effets secondaires de l'amphétamine,. Les essais cliniques débutent en Europe en 1954.